# Eibenschütz Mari
Ditrói Mórné Eibenschütz Mari (Szekszárd, 1856. augusztus 8. – Budapest, 1938. augusztus 10.) színésznő.

## Élete
Apja, Eibenschütz Erdődi József Milánóból érkezett Magyarországra, édesanyja Sirofszky Mária.
Először 13 éves korában mint műkedvelő lépett fel Stuart Mária szerepében, a harmadik felvonás kerti jelenetében olyan sikere volt, hogy az előadáson jelenlévő Újházi Ede tanácsa nyomán a Szekszárdi Nőegylet a színiképezdébe küldte őt és saját költségén taníttatta.
1874-ben elvégezte a Színművészeti Akadémiát is. 1874. május 22-én a kolozsvári Nemzeti Színházban, az Ármány és szerelemben Lujza szerepében lépett fel. 1875. június 21-én vendégszerepelt Budapesten, a Nemzeti Színházban, szintén az Ármány és szerelemben. A Nemzeti Színház szerződtetni akarta, de ő inkább férjével, Ditrói Mórral vidékre ment. 1881-ben, a kolozsvári társulat sikeres bécsi vendégjátéka után a Burgtheater is szerződtette volna, de ezt az ajánlatot sem fogadta el.
1883-ban Krecsányi Ignác társaságával Debrecenben, majd a Budai Színkörben játszott, ahol jutalomjátéka alkalmával aranykoszorúval ajándékozták meg. 1887-től 1893-ig férje, Ditrói Mór kolozsvári társulatában lépett fel.
1875. szeptember 11-én feleségül ment Ditrói Mór színészhez a kolozsvári kegyesrendi (piarista) templomban. 1930. május 5-én Budapesten, a Terézvárosban polgári házasságot kötöttek.
1938. augusztus 10-én Budapesten, 82 évesen érte a halál.
Kiváló naiva volt, játékát bensőséges átélés, keresetlen egyszerűség jellemezte.
Irodalmi téren is működött, a következő művei jelentek meg: »Az árnyék«, költői beszély (Fővárosi Lapok, 1875. 141. szám), »Gyula és Györgyike«, vígjáték egy felvonásban Először 1878. márc. 30-án Kolozsvárt. »Sírvirág«, (elégia, Kolozsvár). Több költeménye jelent meg az »Ország-Világ«-ban és »A Hét«-ben.
Gyermekei: ifj. Ditrói Mór, színész, Ditrói József, színész, Ditrói Zoltán moziszínész és magántisztviselő.

## Főbb szerepei
- Júlia (Shakespeare: Rómeó és Júlia)
- Desdemona (Shakespeare: Othello)
- Puck (Shakespeare: Szentivánéji álom)
- Melinda (Katona József: Bánk bán)
- Boriska (Tóth E.: A falu rossza)
- Noémi (Jókai Mór: Az aranyember)
- Toinette (Molière: A képzelt beteg)
- Irma (Falusiak)
- Maritta (Csók)
- Rózsi (Cigány)

## Működési állomásai
- 1874, 1876: Kolozsvár
- 1877: Szeged (Aradi Gerő színtársulata)
- 1878–1880: Arad
- 1880: Kassa (Krecsányi Ignác színtársulata)
- 1881: Népszínház
- 1882: Arad
- 1884: Nagyvárad
- 1885: Székesfehérvár
- 1886: Szabadka